# XII Korpus Armijny (Cesarstwo Niemieckie)

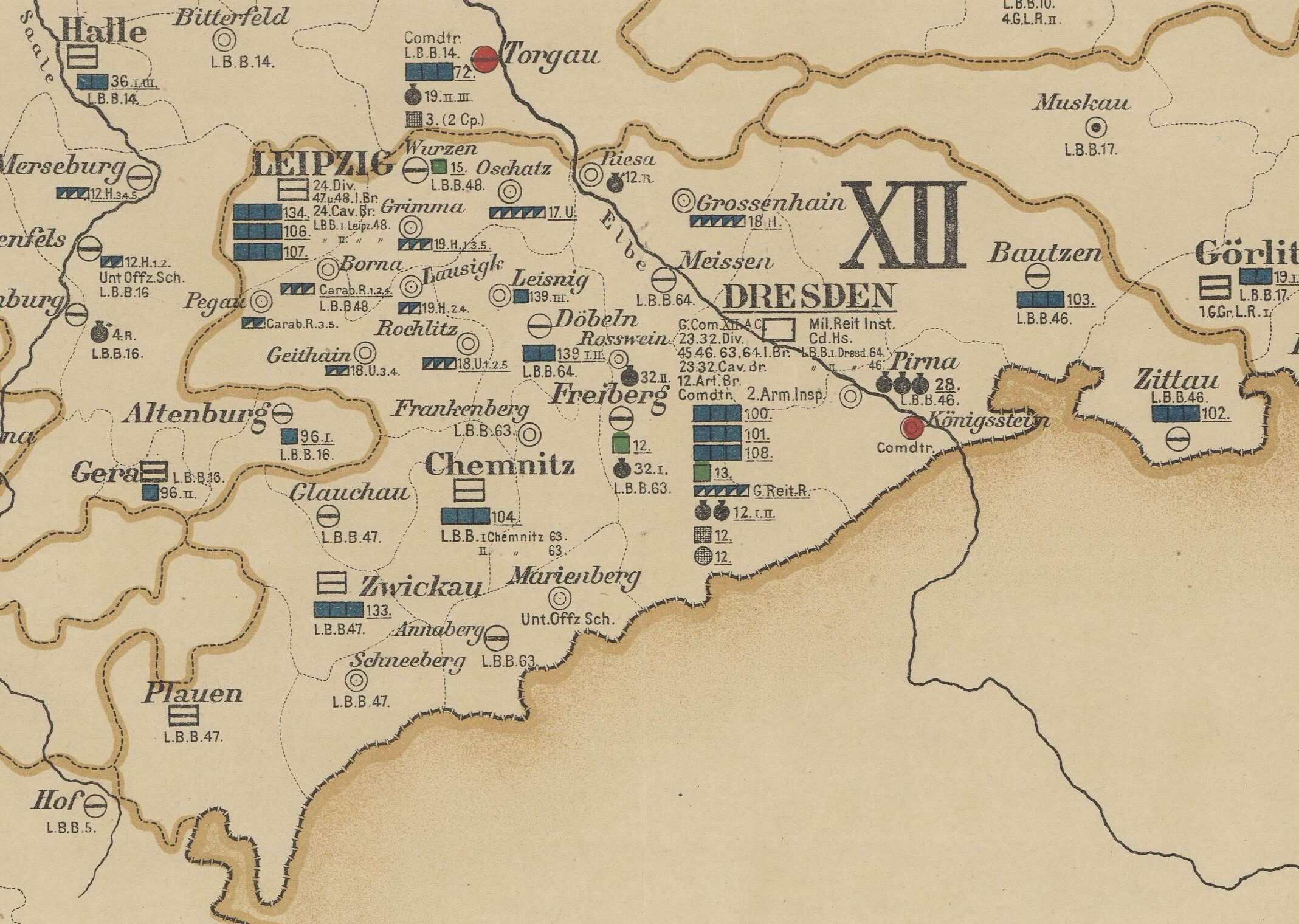
Zasięg i garnizony korpusu w 1890

XII Korpus Armijny  (niem. XII. Armee-Korps)  – wyższy związek taktyczny Armii Cesarstwa Niemieckiego. 

## Charakterystyka
29 czerwca 1912 armię niemiecką zorganizowano w 25 korpusów prowadzących rekrutację na terenach 22 terytorialnych okręgów korpuśnych. Każdy korpus tworzyły dwie dywizje piechoty, zwykle o kolejnych numerach. Korpusy zgrupowane były w osiem inspekcji armii. Barwą XII KA był kolor biały.
W sierpniu 1914 rozwinięto w Niemczech do etatów wojennych związki operacyjne (armie). W skład 3 Armii wszedł między innymi XII Korpus Armijny. W I wojnie światowej korpus walczył na froncie zachodnim.
Korpus na stopie wojennej początkowo składał się ze sztabu korpusu, oddziałów korpuśnych i dwóch dywizji piechoty. Jednak wojna pozycyjna wymusiła bardziej płynną organizację korpusów, która umożliwiałaby przerzucanie nawet do sześciu dywizji na odcinki korpusów znajdujących się na głównym wysiłku obrony. Reformę tę sformalizowano w grudniu 1916, a Korpus od tej pory traktowano jako tymczasowe zgrupowanie poszczególnych dywizji.

## Struktura organizacyjna
Skład od 2 VIII 1914 do 20 IX 1915:
- dowództwo korpusu
- 23 Dywizja Piechoty
- 32 Dywizja Piechoty